# Mark Skousen
Mark Andrew Skousen (San Diego, California, Estados Unidos, 1947) es un economista estadounidense, analista de inversiones, editor de prensa, profesor universitario y autor.

## Primeros años, educación y familia
Skousen nació en 1947 en la ciudad de San Diego, California, y creció en Portland, Oregón. Obtuvo su B.A. y su Maestría en Economía en la Universidad Brigham Young y su Ph.D. en Economía en la Universidad George Washington en 1977.
Sus hermanos mayores son el comentarista político conservador Joel Skousen y el lingüista Royal Skousen; y el autor conservador W. Cleon Skousen, su tío. Skousen y su esposa, Jo Ann, junto con sus cinco hijos han vivido en Washington D. C.; Nassau, Bahamas; Londres, Inglaterra; Orlando, Florida; y en Nueva York.

## Carrera
Skousen era un analista económico para la CIA desde 1972 hasta 1975. Más tarde trabajó como consultor para IBM, Hutchinson Technology, y otras empresas. Fue columnista de la revista Forbes de 1997 a 2001, y tiene artículos que han sido publicados para The Wall Street Journal, así como a diversas publicaciones periódicas libertarias. Ha sido ponente en conferencias sobre inversión y ha dado conferencias para grupos de reflexión. De 2008 a 2010 fue un colaborador semanal en la serie Kudlow & Company de la CNBC; y también ha aparecido en C-SPAN Book TV y Fox News.

### Docencia
Skousen ha dado conferencias sobre economía y finanzas en la Columbia Business School, en el Barnard College de la Universidad de Columbia, el Mercy College en Nueva York y en el Rollins College en Winter Park, Florida. En abril de 2005, la Grantham University, proveedora de educación a distancia, rebautizó su línea Escuela de negocios en línea como «Escuela de Negocios Mark Skousen». Ha sido nombrado Presidential Fellow en la Universidad Chapman para el 2014 y 2015. Actualmente es profesor en la Universidad Chapman.

### Libros y escritos
Entre los libros publicados por Skousen se incluyen: The Complete Guide to Financial Privacy (editorial Simon & Schuster, 1983; en español: «La guía completa para la Privacidad Financiera»); High Finance on a Low Budget (editorial Bantam, 1981; en español: «Altas finanzas con bajo presupuesto»), en coautoría con su esposa Jo Ann; Economics on Trial (editorial Dow Jones Irwin, 1991; en español:"Economía en ensayo"); Scrooged Invest (editorial McGraw-Hill, 1995; en español:«Inversión Scrooge»); The Making of Modern Economics (M. E. Sharpe, 2001, 2009; en español:«La fabricación de la economía moderna») nombrada en el 2009 dentro del Outstanding Academic Title y posesionada en el puesto 2 de los "10 mejores libros a leer sobre economía" por el Ayn Rand Institute; Vienna and Chicago, Friends or Foes? (Capital Press, 2005; en español: «Viena y Chicago, ¿amigos o enemigos?»); The Big Three in Economics (M. E. Sharpe, 2007; Los tres grandes en Economía); EconoPower: How a New Generation of Economists Is Transforming the World (Wiley & Sons, 2008; en español: «EconoPower: Cómo una nueva generación de economistas está transformando el mundo»); y el libro sobre libre mercado Economic Logic (Capital Press, 2000; nueva cuarta edición, 2014; en español: «Lógica económica»). Sus últimos libros son Maxims of Wall Street: A Compilation of Financial Adages, Ancient Proverbs, and Worldly Wisdom (2011; en español: «Máximas de Wall Street: Una compilación de adagios financieros, antiguo proverbios, y la sabiduría mundana»), una colección de dichos famosos de Wall Street; y, A Viennese Waltz Down Wall Street (Laissez faire Books, 2013; en español:«Un vals vienés sobre Wall Street»), que aplica los conceptos básicos de la Escuela austríaca de Mises, Hayek y Schumpeter a la inversión y de las altas finanzas.

## Actividades económicas y políticas

### Presidencia en FEE
Skousen se desempeñó como presidente de la Foundation for Economic Education (FEE), organización sin fines de lucro que promueve el libre mercado, entre el 2001 y el 2002.
El breve mandato de Skousen como presidente de la FEE terminó con una nota polémica cuando renunció a finales de 2002, a petición de la Junta Directiva de la organización. Esta petición de renuncia fue motivada por la decisión de Skousen de invitar, como orador principal del Banquete de la Libertad anual de la FEE, al alcalde de Nueva York Rudy Giuliani. Giuliani demostró ser una opción muy impopular entre muchos de los miembros del consejo de la organización, así como entre varios libertarios prominentes.

### FreedomFest
Durante su permanencia en la FEE, Skousen organizó una conferencia libertaria no partidista, denominada en aquel entonces como «FEEFest», que se estrenó en Las Vegas en 2002. El objetivo era congregar todos los grupos de reflexión, organizaciones y personas que se preocupan por la libertad, la libertad personal , los derechos civiles, los principios de libre mercado y la libertad económica, para reunirse y discutir temas importantes de actualidad. Después de que Skousen dejó la presidencia de la FEE, la conferencia continuó desarrollándose como «FreedomFest», en primer lugar dentro del ámbito de la Young America's Foundation, y más tarde, bajo la propia dirección y propiedad de Skousen. La conferencia ha crecido para atraer a miles de personas cada año, y se centra en cuestiones de geopolítica y la política interna, economía global, inversiones y finanzas personales, el libre mercado y la iniciativa empresarial, salud y atención sanitaria, educación, las artes y la literatura, la ciencia y la tecnología, la historia y la filosofía. La conferencia es muy popular en el movimiento político libertario. El FreedomFest también alberga el Festival de Cine de Anthem, único festival de cine libertario del mundo, dirigida por Jo Ann Skousen.

## Obras escritas
Libros académicos
- The Structure of Production (New York University Press, 1990) ISBN 0-8147-7895-X
- Economics on Trial (Irwin McGraw Hill, 1991; 2nd edition, 1993) ISBN 1-55623-372-8 Translated into Japanese.
- Dissent on Keynes, editor (Praeger Publishing, 1992) ISBN 027593778X
- Puzzles and Paradoxes in Economics, co-authored with Kenna C. Taylor (Edward Elgar, 1997) ISBN 1840640499 Translated into Korean and Chinese
- Economic Logic (Capital Press, 2000, 2008, 2011, 2014). ISBN 1621572226 Fourth Edition includes chapters on macroeconomics and government policy, as well as microeconomics with Carl Menger’s “theory of the good” and the profit-and-loss income statement to explain the dynamics of the market process, entrepreneurship, and the advantages of saving. Translated into Chinese by Shanghai University of Finance and Economics Press
- The Making of Modern Economics (M. E. Sharpe Publishers, 2001, 2009) ISBN 0765622270 Winner 2009 Choice Outstanding Academic Title. Now in its second printing; translated into Chinese, Turkish, Mongolian, Spanish and Polish
- The Power of Economic Thinking (Foundation for Economic Education, 2002)ISBN 1572462019 Translated into Chinese by Shanghai University of Finance and Economics Press
- Vienna and Chicago: Friends or Foes? A Tale of Two Schools of Free-Market Economics (Capital Press, 2005) ISBN 0895260298 Translated into Chinese
- The Completed Autobiography by Benjamin Franklin, compiled and edited by Mark Skousen (Regnery Books, 2006) ISBN 0895260336 Regnery Publishing has also published in paperback the original Autobiography by Benjamin Franklin, edited with a new introduction by Mark Skousen, as Vol. I (1706–1757) and The Completed Autobiography by Benjamin Franklin as Vol. II (1757–1790)
- The Big Three in Economics: Adam Smith, Karl Marx and John Maynard Keynes (M. E. Sharpe, 2007) ISBN 0765616947
- EconoPower: How a New Generation of Economists Is Transforming the World (Wiley & Sons, 2008) ISBN 0470138076 Translated into Korean & Portuguese

Libros sobre finanzas
- The Complete Guide to Financial Privacy (Simon & Schuster, 1983) ISBN 0932496113
- High Finance on a Low Budget (Bantam Books, 1981, Dearborn, 1993), co-authored with Jo Ann Skousen ISBN 079312557X
- The Investor's Bible: Mark Skousen's Principles of Investment (Phillips Publishing, 1992)
- Secrets of the Great Investors, editor, audio tape series, narrated by Louis Rukeyser (Knowledge Products, 1997, 2006) ISBN 078616526X
- The New Scrooge Investing (McGraw Hill, 2000) ASIN B000QCTONQ
- Investing in One Lesson (Regnery Publishing, Inc, 2007) ISBN 1596985224
- Maxims of Wall Street (Skousen Publishing, Inc 2011) ISBN 1596982985
- A Viennese Waltz Down Wall Street (Laissez Faire Books, 2013) ISBN 1621290921

Artículos en revistas académicas
- "Saving the Depression: A New Look at World War II," Review of Austrian Economics, 1987, vol. 2, No. 1
- "A Review of the New Palgrave," Review of Austrian Economics, 1988, vol. 3, No. 1
- "The Perseverance of Paul Samuelson’s Economics," Journal of Economic Perspectives vol. 11, No. 2 (Spring, 1997), 137–152
- "GO Beyond GDP: Introducing a New National Income Statistic," (presented at the “Macro Lunch”, Columbia Business School, paper to be submitted to American Economic Review)
- “What Drives the Economy: Consumer Spending or Saving/Investment?  Using GDP, Gross Output and Other National Income Statistics to Determine Economic Performance,” Backgrounder, 2004, Initiative for Policy Dialogue,[7]
- "Gross Domestic Expenditures (GDE):  The Case for New National Aggregate Statistic", 2012, a working paper at University College of London[8]

Artículos en volúmenes editados
- “The Great Depression,” The Elgar Companion to Austrian Economics, ed. Peter J. Boettke. Hants, England: Edward Elgar, 1994
- “Financial Economics,” The Elgar Companion to Austrian Economics, ed. Peter J. Boettke. Hants, England: Edward Elgar, 1994
- "Say's Law, Growth Theory, and Supply Side Economics," Two Hundred Years of Say's Law, ed. Steven Kates. Hants, England: Edward Elgar, 2003
- Ronald Hamowy Ronald Hamowy, ed. (2008). «Classical Economics». The Encyclopedia of Libertarianism. Thousand Oaks, CA: SAGE; Cato Institute. pp. 71-3. ISBN 978-1-4129-6580-4. LCCN 2008009151. OCLC 750831024.
- Ronald Hamowy Ronald Hamowy, ed. (2008). «David Ricardo, David (1772–1823)». The Encyclopedia of Libertarianism. Thousand Oaks, CA: SAGE; Cato Institute. pp. 433-4. ISBN 978-1-4129-6580-4. LCCN 2008009151. OCLC 750831024.